# U-301
U-301 – niemiecki okręt podwodny (U-Boot) typu VIIC z okresu II wojny światowej. Okręt wszedł do służby w 1942 roku. Jedynym dowódcą był Oblt. Willy-Roderich Körner. 

## Historia
Okręt został włączony do 5. Flotylli U-Bootów (Kilonia) celem szkolenia i zgrania załogi. Od października 1942 roku jako jednostka bojowa w składzie 1. (Brest), później 29. Flotylli (La Spezia).
U-374 odbył trzy patrole bojowe, podczas których nie zatopił żadnej jednostki przeciwnika. Drugi, rozpoczęty na początku grudnia 1942 roku miał na celu dołączenia do U-Bootów operujących na Morzu Śródziemnym. Okręt sforsował niebezpieczną Cieśninę Gibraltarską, nękany awariami oraz atakowany przez jednostki nawodne i lotnictwo przeciwnika.
Dzień po rozpoczęciu trzeciego rejsu bojowego, 21 stycznia 1943 roku U-301 został wykryty na zachód od Bonifacio (Korsyka) przez brytyjski okręt podwodny typu S HMS „Sahib”. Stropedowany U-Boot szybko zatonął; przeżył tylko jeden członek załogi – Fahnr.z.S. Wilhelm Rahn. Rozbitek został uratowany i wzięty do niewoli przez HMS „Sahib”.